# Петрашень, Александр Георгиевич
Алекса́ндр Гео́ргиевич Петрашень (род. 3 апреля 1946) — российский физик, специалист в области атомной спектроскопии, профессор кафедры высшей математики СПбНИУ ИТМО.

## Биография
Отец — Георгий Иванович Петрашень (1914—2004), математик и физик-теоретик, доктор физико-математических наук, профессор, с 1957 по 1976 года директор Ленинградского отделения Математического института имени В. А. Стеклова АН СССР.
Окончил физический факультет Ленинградского государственного университета в 1970 году по специальности «теоретическая физика». С 1980 года работает в Санкт-Петербургском государственном университете информационных технологий, механики и оптики. В 1991 году защитил диссертацию доктора физико-математических наук.
Имеет двух детей.